# Houston Texas (film)
Pour plus de détails, voir Fiche technique et Distribution.
Houston Texas est un documentaire français réalisé en 1979 par François Reichenbach et sorti en 1981.

## Synopsis
En 1979 François Reichenbach réalise un reportage sur la criminalité à Houston, la ville la plus riche d'Amérique. C'est la capitale du pétrole, mais également celle de la violence.
Dans la nuit du 16 août 1979, il est à bord d’une voiture de police qui patrouille dans la banlieue. Soudain un crime éclate : le shérif Charles Bakerest est tué.
Immédiatement le documentaire de Reichenbach bascule : ce n’est plus seulement un reportage, le film se transforme dans un drame dont les protagonistes sont le sergent Eddy Crowson et un criminel que les voitures de police traquent dans la nuit.
Le meurtrier réussit à s’échapper. L’enquête est menée par le détective Carl Kent. A travers des témoignages de proches, d'officiels et de parents de la victime Reichenbach dresse le portrait du meurtrier Charles Bass. On découvre la solitude d’un coupable confronté avec la justice et avec lui-même jusqu’à sa condamnation à mort au Texas,  l'état des États-Unis totalisant le plus d'exécutions capitales.

## Fiche technique
- Titre : Houston Texas[3]
- Réalisation : François Reichenbach
- Scénario : François Reichenbach
- Photographie : Serge Halsdorf et François Reichenbach
- Son : Michel Brethez, Jean-David Curtis et Doyle Hodges
- Musique : Jean-Jacques Milteau
- Montage :  Elisabeth Siramdam
- Sociétés de production : Caméra One Télévision - Les Films du Prisme - TF1 Films Productions
- Pays :  France
- Genre : Documentaire
- Durée : 100 minutes
- Tournage : 1956
- Date de sortie : France - 18 février 1981

## Sélection
- 2007 : Visions du réel (séance spéciale)[4]